# Savaric FitzGeldewin
Savaric FitzGeldewin († 8. August 1205) war ein englischer Geistlicher. Ab 1191 war er Bischof von Bath und Wells.

## Herkunft
Savaric war ein Sohn von Geldwin und von dessen Frau Estrangia (auch Extranea), die vermutlich aus Burgund stammte. Über seinen Vater war er ein Enkel von Savaric Fitzcana, Lord of Midhurst in Sussex. Savaric Fitzcanas Frau Muriel war eine Tochter von Richard de Meri und Enkelin von Humphrey I de Bohun, so dass Savaric ein Cousin zweiten Grades seines Vorgängers als Bischof, Reginald fitz Jocelin war. Über seine Mutter war er wahrscheinlich mit dem römisch-deutschen Kaiser Heinrich VI. verwandt, dessen Mutter Beatrix auch aus Burgund stammte. Sowohl Savarics Verwandtschaft mit seinem Vorgänger Reginald wie auch die Verwandtschaft mit dem Kaiser spielten eine Rolle bei seiner Ernennung zum Bischof.

## Aufstieg zum Bischof von Bath und Wells
Savaric war bereits Archidiakon von Canterbury und vielleicht auch von Salisbury, als er 1175 sein Amt als Archidiakon von Canterbury mit Herbert Poor, Archidiakon von Northampton tauschte. Über seine Tätigkeit in diesen Ämtern ist wenig bekannt. Stattdessen beklagte sich König Heinrich II., bei dem Savaric hoch verschuldet war, bei Papst Urban III. über ihn. Dies hing vermutlich mit Savarics Suspendierung von seinem Amt zwischen 1182 und 1184 zusammen. Zweifellos wollte Savaric jedoch zum Bischof erhoben werden. Er legte ein Kreuzzugsgelübde ab und nahm ab 1190 am Dritten Kreuzzug unter König Richard I. teil. Während der Reise ins Heilige Land gelang es ihm, während des Zwischenstopps in Sizilien im April 1191 vom König die Zustimmung zur Wahl zum Bischof einer vakanten Diözese zu erhalten. Diese Zustimmung sandte der König schriftlich an Reginald fitz Jocelin mit dem Auftrag, dies dem Justiciar weiterzuleiten. Bereits im November 1190 war Erzbischof Balduin von Canterbury während des Kreuzzugs im Heiligen Land gestorben. Sowohl Kaiser Heinrich VI. wie auch der französische König Philipp II. wandten sich nun an die Mönche des Kathedralpriorats von Canterbury und unterstützten die Wahl von Reginald fitz Jocelin zum neuen Erzbischof, dabei lobten sie auch Savarics Tugenden. Am 27. November 1191 wurde Reginald zum neuen Erzbischof gewählt. Bevor er inthronisiert wurde, reiste er nach Bath, wo er dem Kathedralpriorat die Wahl von Savaric als seinen Nachfolger empfahl. Auf der Rückreise erkrankte er und starb. Vor seinem Tod übergab er dem ihn begleitenden Prior Walter of Bath den Brief des Königs, in dem dieser einer Wahl von Savaric zum Bischof zustimmte. Angesichts dieses Briefes bestätigte der Justiciar Walter de Coutances die Wahl. Das Kathedralkapitel von Wells, das ebenfalls das Recht zur Bischofswahl beanspruchte, protestierte vergeblich gegen die Wahl, die ohne seine Zustimmung erfolgte. Savaric brach den Kreuzzug ab. Er wurde zum Priester und am 19. September 1192 in Rom zum Bischof geweiht. Den Großteil des Jahres 1193 verbrachte er in Deutschland, wo er mit Kaiser Heinrich VI. über die Freilassung des auf dem Rückweg gefangen genommenen Richard I. verhandelte. Erst gegen Ende des Jahres kehrte er nach England zurück. Zu dieser Zeit erwog der Kaiser, Richard mit dem Königreich Arelat zu belehnen, und Savaric wurde bereits zum Reichserzkanzler für Burgund ernannt. In diesem Amt trat er jedoch nicht vor 1197 in Erscheinung. 1194 kehrte er als eine der Geiseln zurück, die für die Freilassung Richards bis zur vollständigen Zahlung des Lösegelds gestellt wurden.

## Bischof von Bath

### Die Vereinigung der Diözese Bath mit Glastonbury Abbey
Savaric hatte die Verhandlungen mit dem Kaiser aber auch zu seinem eigenen Vorteil genutzt. Neben der Forderung nach dem ungeheuren Lösegeld für die Freilassung Richards stellte der Kaiser auch die Bedingung, dass die bislang unabhängige Glastonbury Abbey der Diözese Bath und Wells unterstellt würde. Im Gegenzug musste der Bischof von Bath und Wells dem König die Stadt Bath übergeben. Gleichzeitig schlug Savaric Papst Coelestin III. die Vereinigung der Diözese Bath mit Glastonbury Abbey vor. Mit Unterstützung König Richards wurde der bisherige Abt von Glastonbury, Henry de Sully, Bischof von Worcester. Am 5. Dezember 1193 lud Savaric den Prior und zwei Mönche des Klosters zu sich nach Bath und verkündete ihnen, dass er der neue Abt sei. Am gleichen Tag übernahmen seine Beamten mit Billigung des Königs die Verwaltung von Glastonbury.
Die Mönche protestierten gegen den Verlust ihrer unabhängigen Stellung bei König Richard. Dieser enthob daraufhin nach seiner Freilassung 1194 Savaric vom Amt des Abtes, doch noch vor Ostern 1195 bestätigte der Papst die Vereinigung Glastonburys mit der Diözese. Vermutlich ab dieser Zeit bezeichnete sich Savaric als Bischof von Bath und Glastonbury. Die Mönche protestierten auch gegen die Verfügung des Papstes, woraufhin Savaric wieder nach Rom reiste. Dort erhielt er im Sommer 1196 vom Papst die erneute Bestätigung der Vereinigung, zugleich verbot der Papst den Mönchen, selbst ihren Abt zu wählen. Auch der Protest der Mönche beim Erzbischof von Canterbury blieb erfolglos, so dass die Vertreter Savarics im November 1197 erneut das Kloster in Besitz nehmen konnten. 1198 erstellten sie ein Verzeichnis der Güter des reichen Klosters, doch mit dem Tod von Coelestin III. im Januar 1198 verlor Savaric seinen wichtigsten Unterstützer. Am 29. August 1198 unterstellte der König Glastonbury unter seine Verwaltung und im Oktober erlaubte er den Mönchen, einen neuen Abt zu wählen. In einem Brief an die Kurie erklärte er, dass er Savaric das Kloster während seiner Gefangenschaft unter Zwang überlassen. Am 25. November 1198 wählten die Mönche William Pica als neuen Abt, den Savaric sofort exkommunizierte. Als König Richard jedoch im April 1199 starb, soll sich Savaric von dessen Nachfolger Johann Ohneland die Zustimmung gekauft haben, Glastonbury wieder seiner Diözese zu unterstellen. Am 6. Juni drang Savaric gewaltsam in das Kloster ein und ernannte sich wieder zum Abt. Bis auf acht Mönche protestierten alle gegen Savarics Inthronisation, worauf Savaric sie einen Tag einsperren ließ. Am nächsten Tag berief er eine Kapitelversammlung ein, bei der er einige Mönche misshandelt haben soll. Daraufhin erkannten ihn die meisten Mönche als Abt an. Diejenigen, die sich ihm weiter widersetzen, ließ er zunächst nach Wells bringen und wies sie dann anderen Klöstern zu. Dennoch wandten sich beide Parteien an den neuen Papst Innozenz III. Dieser widerrief zwar die Exkommunikation von William Pica, doch Savaric erreichte, dass ihm Glastonbury unterstellt blieb. Wenig später, im September 1200, starb William Pica in Rom. Nach Überzeugung der Mönche war er im Auftrag Savarics vergiftet worden. Der Papst benannte schließlich im August 1202 kirchliche Richter, die die Vereinigung des Klosters mit der Diözese regeln sollten. Danach erhielt Savaric ein Viertel der Güter des Klosters, einen Teil der Patronatsrechte sowie weitere Rechte. Diese Regelung galt trotz zahlreicher Proteste auch für seine Nachfolger, bis das Kloster 1219 seine Unabhängigkeit zurückgewinnen konnte.

### Weiteres Wirken als Bischof
Wie auch anderen englischen Bischöfen seiner Zeit gelang es Savaric, die Verwaltung seiner Diözese zu verbessern. Seine längeren Abwesenheiten bewogen ihn wohl als ersten Bischof von Bath und Wells, einen Offizial als ständigen Vertreter zu benennen. Im Gegensatz zu früheren Bischöfen kümmerte er sich stärker um die Pfarreien seiner Diözese, womit es ihm gelang, die finanzielle Versorgung der Pfarrgeistlichen zu verbessern. Besonders begünstigte er Wells, an dessen Kathedrale mehrere Mitglieder seines Haushalts Pfründen erhielten. Er setzte den von seinem Vorgänger begonnenen Neubau der Kathedrale fort und schuf weitere neue Pfründen, die er vor allem Äbten aus dem Gebiet seiner Diözese zuwies. Wegen des Streits um Glastonbury begab er sich 1205 noch einmal auf dem Weg nach Rom. Dabei begleitete ihn Peter des Roches, der gewählte, aber noch nicht inthronisierte Bischof von Winchester. Die beiden hatten ausgemacht, dass sie in Rom gegenseitig ihre Anliegen unterstützen würden. Bevor sie jedoch Rom erreichten, starb Savaric in Scienes la Vielle, einem bislang nicht identifizierten Ort in Italien. Sein Leichnam wurde nach England überführt und in Bath beigesetzt.